# Saint-Méen-le-Grand
Saint-Méen-le-Grand (en bretó Sant-Meven, en gal·ló Saent-Men) és un municipi francès situat al departament d'Ille-et-Vilaine i a la regió de Bretanya. L'any 2006 tenia 4.026 habitants.

## Demografia
| 1962                                       | 1968  | 1975  | 1982  | 1990  | 1999  |
| ------------------------------------------ | ----- | ----- | ----- | ----- | ----- |
| 2.887                                      | 3.063 | 3.358 | 3.742 | 3.729 | 3.566 |
| Des de 1962: població sense dobles comptes |       |       |       |       |       |

## Administració
| Període   | Identitat      | Partit |
| --------- | -------------- | ------ |
| 1952-1965 | Édouard Janet  |        |
| 1965-1995 | Jean Guégau    |        |
| 1995-2008 | Bernard Josse  |        |
| 2008-     | Michel Cottard |        |

## Personatges il·lustres
- Louison Bobet, ciclista bretó
- Jean Bobet, ciclista i germà de l'anterior
- Frédéric Guesdon, ciclista